# They're Playing Our Song
"They're Playing Our Song" é um single do álbum Trinere, lançado pela cantora de dance-pop e freestyle Trinere em 1987. Obteve moderado sucesso na Hot R&B/Hip-Hop Singles & Tracks, alcançando a posição #67.

## Faixas
12" Single
| N.º | Título                                           | Duração |  |
| 1.  | "They're Playing Our Song" (Vocal)               | 5:30    |  |
| 2.  | "They're Playing Our Song" (Instrumental)        | 5:30    |  |
| 3.  | "They're Playing Our Song" (Short Vocal Version) | 4:10    |  |

Alemanha 12" Single
| N.º | Título | Duração |  |
| 1.  | "They're Playing Our Song"                                                                                                 | 4:12    |  |
| 2.  | "Megamix - "I'll Be All You Ever Need (Acapella)" - "All Night" - "They're Playing Our Song" - "I'll Be All You Ever Need" | 9:01    |  |

## Desempenho nas paradas musicais
| Parada musical (1987)                               | Melhor posição |
| --------------------------------------------------- | -------------- |
| Estados Unidos (Hot R&B/Hip-Hop Singles & Tracks)   | 67             |
| Estados Unidos (Hot Dance Music/Maxi-Singles Sales) | 13             |